# Wwtv
WWTV ist ein privater Regionalsender im nördlichen Rheinland-Pfalz. Die gemeinsame Sendezentrale der beiden Regionalsender TV Mittelrhein und WWTV ist das Medienhaus in Koblenz. Betreiber ist die DRF Deutschland Fernsehen Produktions GmbH & Co. KG, die dem Unternehmer Frank Gotthardt gehört.

## Geschichte
Der Fernsehsender WWTV wurde 1994 gegründet.
Im November 2000 schlossen sich drei regionale Fernsehsender im nördlichen Rheinland-Pfalz, Kanal 10, WWTV sowie MYK-TV zu einem neuen Sender „TVT1“ zusammen.
Der Zusammenschluss brachte aber nicht den erwarteten Nutzen und der neue Sender kam in finanzielle Schwierigkeiten und 2003 gingen auch die verbliebenen beiden Sender wieder getrennter Wege, um sich mit ihrem Programm auf die jeweils eigene Region zu fokussieren.
Im Jahr 2008 beteiligte sich der benachbarte Regionalsender TV Mittelrhein an WWTV. Von Juni desselben Jahres bis Dezember 2012 waren beide Programme europaweit über den Satelliten Astra 1M zu empfangen. 2010 wurde der Sitz der Gesellschaft von Ransbach-Baumbach in das rechtsrheinisch gelegene und somit geografisch noch zum Westerwald gehörende Urbar verlegt, da seit 2009 aus einem gemeinsamen Medienhaus gesendet wird. Am 1. Februar 2013 gingen die Geschäfte auf die neu gegründete DRF Deutschland Fernsehen Produktions GmbH & Co. KG über. Unter dem Leitfaden Aktuell und Regional wurden die Fernsehinhalte umgestaltet, um auch das jüngere Publikum verstärkt anzusprechen.
Über Satellit war das Programm über Astra 1N auf 19,2° Ost (Frequenz 12.663 Horizontal, Symbolrate 22.000, Transponder 115) zu empfangen. Dabei wechseln sich die Programme von L-TV Baden-Württemberg, TV Mittelrhein und WWTV ab. Die Satellitenverbreitung wurde 2016 eingestellt.

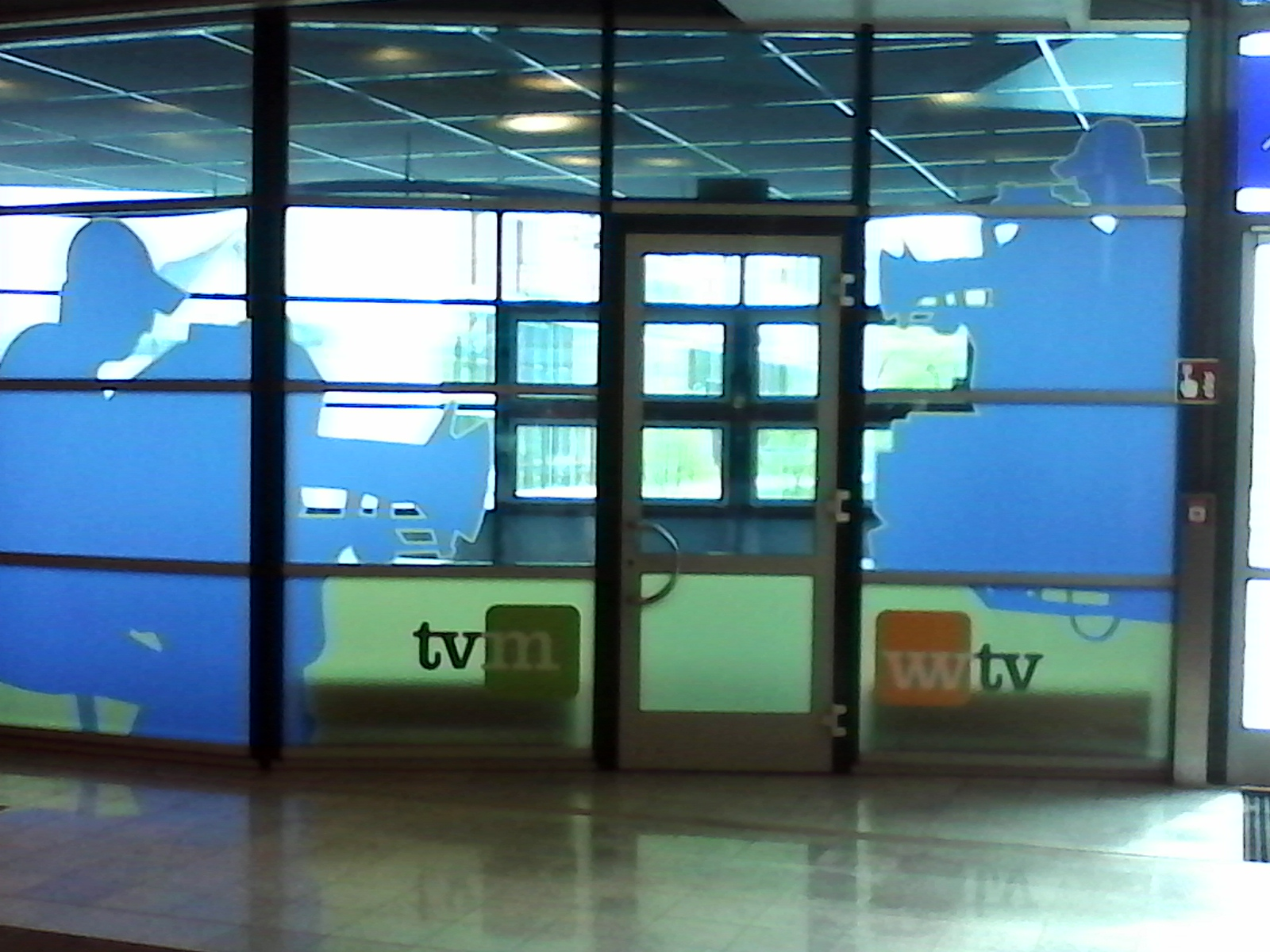
Wwtv-Studio Außenansicht
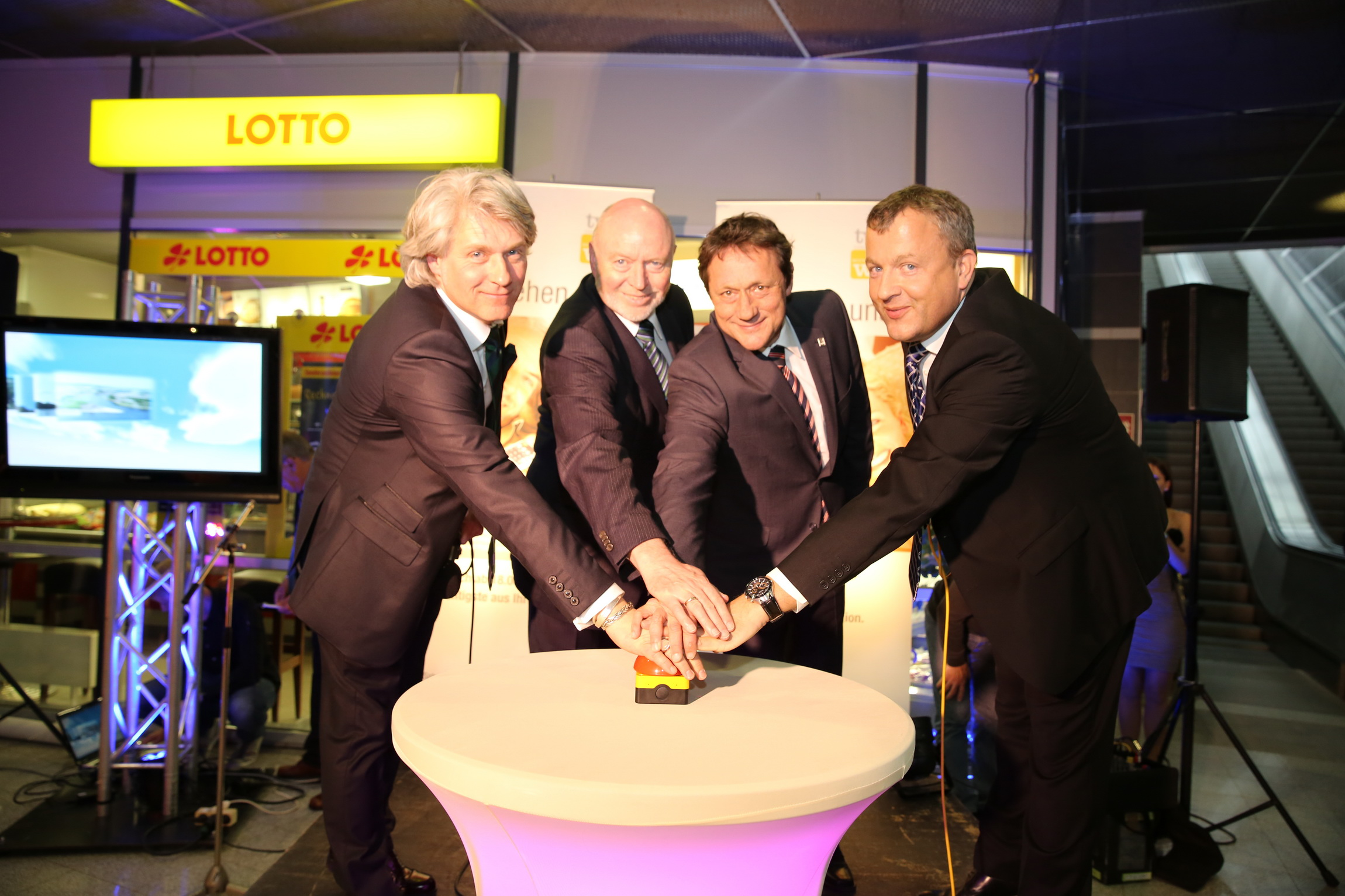
Eröffnung des wwtv-Studios

## Programm
Das aktuelle Programm startet täglich um 18:00 Uhr und wird für 24 Stunden wiederholt. Zur vollen und halben Stunde werden aktuelle Regionalnachrichten aus dem Westerwald-Wied-Gebiet gesendet. Moderiert wird das Programm u. a. von Katrin Wolf und Martin Specht.
Regelmäßige Magazine und Sendungen sind u. a.:
- Wällerwelt – das Westerwald-Magazin
- Regio-Chat mit Bernd Schmellenkamp
- Wäller Spitzen – die erfolgreichsten Unternehmerinnen im Westerwald
- Haus & Garten mit Katrin Wolf
- Haus & Hof – das Immobilienmagazin mit Mario Specht
- Litfaß – das wöchentliche Eventmagazin für die Westerwald-Wied-Region

Zum Service des Senders gehört auch die Produktion von Werbe-, Image- sowie Lehrfilmen.

## Empfang und Reichweite
WWTV ist über die Kabelnetze von Vodafone regional analog und digital zu empfangen. Durch unterschiedliche Bandbreiten bei der Signalzuführung an die einzelnen Teilnetze kann daher die Uhrzeit des täglichen Sendungsstart je nach Wohnort variieren. Das Verbreitungsgebiet im nördlichen Rheinland-Pfalz erstreckt sich auf Westerwaldkreis, Landkreis Neuwied, Landkreis Altenkirchen, Rhein-Lahn-Kreis und Teile des Landkreises Mayen-Koblenz. Das entspricht ca. 168.000 Kabelhaushalten und eine technische Reichweite (nach eigenen Angaben) von ca. 487.000 Zuschauern. Der Schwerpunkt der Nutzung liegt in der Hauptsendezeit (19 bis 20 Uhr). In diesem Zeitraum schalten fast 30 % der Zuschauer bei wwtv ein, die Hauptnutzer gehören der Altersgruppe Best Ager an (50 bis 59 Jahre, 45 %).
Über die Homepage des Senders und die DRF TV App kann das Programm von WWTV als Livestream gesehen werden. Alternativ über Apple TV ab der 4. Generation und Amazon Fire TV.